# سد بريخ
سد بريخ هو سد في تونس تم تشييده سنة 2002. تبلغ مساحة حوضه 293,000 كم مربع. ويقدر على تخزين 16,000 مليمتر مكعب. أما معدل المساهمة السنوية فيبلغ 11,000 مليمتر مكعب. ويقع في الوسط الغربي البلاد.

## المصدر
- السدود التونسية نسخة محفوظة 28 سبتمبر 2007 على موقع واي باك مشين.